# Laura Freigang
Laura Freigang (Kiel, 1998. február 1. –) német női válogatott labdarúgó.

## Pályafutása

### Klubcsapatokban
Mindössze négyévesen az FSV Oppenheim csapatánál kezdett el focizni. Kilenc év után a családi költözést követően a Holstein Kiel együttesénél folytatta és 2012. november 3-án mutatkozhatott be a B csapatban. Két gólt szerzett első meccsén a Werder Bremen juniorjai ellen, az év hátralévő részében még nyolcszor léphetett pályára, statisztikáját pedig egy találattal bővítette. Egy évvel később 17 mérkőzésen 15 gólt jegyzett.
A kieli időszakot három idény múlva zárta le és visszatért a Rajna-vidékre, ahol a Regionalliga délnyugati diviziójában szereplő TSV Schott Mainz színeibe öltözött. Klubjával 22 győzelemmel 100%-os bajnoki címet szereztek, Freigang pedig 18 találkozón 20 alkalommal volt eredményes. Következő idényében a másodosztályban 13 összecsapáson 4 gólt szerzett.
2016-tól az Pennsylvaniai Állami Egyetemen folytatta tanulmányait és intézménye csapatában két szezont abszolvált, melyeken 37 meccsen 16 alkalommal volt eredményes.
A 2018–19-es szezonra az 1. FFC Frankfurt gárdájához szerződött és első frankfurti évében 20 meccsen 10 gólt szerzett. Második idényében 22 meccsen 16 góljával a harmadik helyen végzett a góllövőlistán.

### A válogatottban
2013 óta a német válogatott utánpótlás csapataiban szerepelt, így részt vett az U17-esekkel a 2014-es costa rica-i világbajnokságon, az U16-osokkal a 2014-es Nordic-kupán (két góljával segítve aranyéremhez együttesét), az U19-esekkel három Európa-bajnokságon (2015, 2016, 2017) és két U20-as vb-n (2016, 2018).
2020. március 7-én debütált az A csapatban Linda Dallmann cseréjeként Norvégia ellen az Algarve-kupán.
Első találatára szeptember 22-ig kellett várnia, ekkor Montenegró hálóját vette be a mérkőzés 2. percében. November 27-én mesterhármast szerzett Görögország ellen a 2022-es Eb-selejtezőn.

## Statisztikái

### A válogatottban
2020. április 13-al bezárólag
| Válogatott  | Szezon   | Mérk. | Gól |
| ----------- | -------- | ----- | --- |
| Németország |          |       |     |
| 2020        | 3        | 4     |     |
| 2021        | 3        | 3     |     |
| Összesen    | Összesen | 6     | 7   |

| Németország színeiben szerzett góljai | Németország színeiben szerzett góljai | Németország színeiben szerzett góljai | Németország színeiben szerzett góljai | Németország színeiben szerzett góljai | Németország színeiben szerzett góljai | Németország színeiben szerzett góljai | Németország színeiben szerzett góljai |
| ------------------------------------- | ------------------------------------- | ------------------------------------- | ------------------------------------- | ------------------------------------- | ------------------------------------- | ------------------------------------- | ------------------------------------- |
|                                       |                                       |                                       |                                       |                                       |                                       |                                       |                                       |
| Gól                                   | Dátum                                 | Helyszín                              | Ellenfél                              | Találat                               | Eredmény                              | Esemény                               | Forrás                                |
| 1                                     | 2020. szeptember 22.                  | Pod Goricom Stadion, Podgorica        | Montenegró                            | 1–0                                   | 3–0                                   | 2022-es Eb-selejtező                  | [ 3 ]                                 |
| 2                                     | 2020. november 27.                    | Audi-Sportpark, Ingolstadt            | Görögország                           | 2–0                                   | 6–0                                   | 2022-es Eb-selejtező                  | [ 4 ]                                 |
| 3                                     | 2020. november 27.                    | Audi-Sportpark, Ingolstadt            | Görögország                           | 3–0                                   |                                       | 2022-es Eb-selejtező                  | [ 4 ]                                 |
| 4                                     | 2020. november 27.                    | Audi-Sportpark, Ingolstadt            | Görögország                           | 4–0                                   |                                       | 2022-es Eb-selejtező                  | [ 4 ]                                 |
| 5                                     | 2021. február 24.                     | De Koel, Venlo                        | Hollandia                             | 1–1                                   | 1–2                                   | Barátságos mérkőzés                   | [ 5 ]                                 |
| 6                                     | 2021. április 10.                     | Brita-Arena, Wiesbaden                | Ausztrália                            | 4–0                                   | 5–2                                   | Barátságos mérkőzés                   | [ 6 ]                                 |
| 7                                     | 2021. április 13.                     | Brita-Arena, Wiesbaden                | Norvégia                              | 1–1                                   | 3–1                                   | Barátságos mérkőzés                   | [ 7 ]                                 |